# Charles Douglas-Home, XII conte di Home
Charles Alexander Douglas-Home, XII conte di Home (Coldstream, 11 aprile 1834 – Coldstream, 30 aprile 1918), è stato un nobile scozzese.

## Biografia
Era il figlio di Cospatrick Douglas-Home, XI conte di Home, e di sua moglie, Lucy Elizabeth Montagu-Scott. Studiò all'Eton College e al Trinity College (Cambridge).

## Carriera
Ha ricoperto la carica di Lord luogotenente del Berwickshire (1879-1890) e Lord luogotenente del Lanarkshire (1890-1915). Nel 1881 successe al padre alla contea. È stato aiutante di campo della regina (1887-1897).
Raggiunse il rango di colonnello onorario al servizio del 3° e 4° Battaglioni della Scottish Rifles and Lanarkshire Yeomanry.

## Matrimonio
Sposò, il 18 agosto 1870, Maria Grey (23 febbraio 1849-25 maggio 1919), figlia di Charles Conrad Grey. Ebbero cinque figli:
- Lady Mary Elizabeth Margaret Douglas-Home (12 novembre 1871-21 aprile 1951), sposò Richard Meade, Lord Gillford, ebbero una figlia;
- Charles Douglas-Home, XIII conte di Home (29 dicembre 1873-11 luglio 1951);
- Lady Isobel Charlotte Douglas-Home (?-8 gennaio 1934);
- Lady Beatrix Douglas-Home (?-6 novembre 1940), sposò Henry Dundas, ebbero sette figli;
- Lady Margaret Jane Douglas-Home (?-9 settembre 1955), sposò Reginald Walsh, V barone Ormathwaite, ebbero tre figli.

## Morte
Morì il 30 aprile 1918 a The Hirsel, Coldstream.

## Ascendenza
|                                              |                                               |                                                      | Genitori                                      |  |  | Nonni |  |  | Bisnonni                            |  |  | Trisnonni                             |  |
|                                              |                                               |                                                      |                                               |  |  |       |  |  | 8. Alexander Home, IX conte di Home |  |  | 16. Alexander Home, VII conte di Home |  |
|                                              |                                               |                                                      |                                               |  |  |       |  |  | 8. Alexander Home, IX conte di Home |  |  | 16. Alexander Home, VII conte di Home |  |
|                                              |                                               | 17. Anne Kerr                                        |                                               |  |  |       |  |  | 8. Alexander Home, IX conte di Home |  |  |                                       |  |
| 4. Alexander Home, X conte di Home           |                                               |                                                      |                                               |  |  |       |  |  | 8. Alexander Home, IX conte di Home |  |  |                                       |  |
|                                              |                                               | 9. Abigail Ramey                                     | 18. John Ramey                                |  |  |       |  |  |                                     |  |  |                                       |  |
|                                              |                                               | 9. Abigail Ramey                                     | 18. John Ramey                                |  |  |       |  |  |                                     |  |  |                                       |  |
|                                              |                                               | 9. Abigail Ramey                                     | 19. Abigail Browne                            |  |  |       |  |  |                                     |  |  |                                       |  |
| 2. Cospatrick Douglas-Home, XI conte di Home |                                               | 9. Abigail Ramey                                     |                                               |  |  |       |  |  |                                     |  |  |                                       |  |
|                                              |                                               | 10. Henry Scott, III duca di Buccleuch               | 20. Francis Scott, conte di Dalkeith          |  |  |       |  |  |                                     |  |  |                                       |  |
|                                              |                                               | 10. Henry Scott, III duca di Buccleuch               | 20. Francis Scott, conte di Dalkeith          |  |  |       |  |  |                                     |  |  |                                       |  |
|                                              |                                               | 10. Henry Scott, III duca di Buccleuch               | 21. Caroline Townshend, I baronessa Greenwich |  |  |       |  |  |                                     |  |  |                                       |  |
| 5. Elizabeth Scott                           |                                               | 10. Henry Scott, III duca di Buccleuch               |                                               |  |  |       |  |  |                                     |  |  |                                       |  |
|                                              |                                               | 11. Elizabeth Montagu                                | 22. George Montagu, I duca di Montagu         |  |  |       |  |  |                                     |  |  |                                       |  |
|                                              |                                               | 11. Elizabeth Montagu                                | 22. George Montagu, I duca di Montagu         |  |  |       |  |  |                                     |  |  |                                       |  |
|                                              |                                               | 11. Elizabeth Montagu                                | 23. Mary Montagu                              |  |  |       |  |  |                                     |  |  |                                       |  |
| 1. Charles Douglas-Home, XII conte di Home   |                                               | 11. Elizabeth Montagu                                |                                               |  |  |       |  |  |                                     |  |  |                                       |  |
|                                              | 12. Henry Scott, III duca di Buccleuch (= 12) | 24. Francis Scott, conte di Dalkeith (= 20)          |                                               |  |  |       |  |  |                                     |  |  |                                       |  |
|                                              | 12. Henry Scott, III duca di Buccleuch (= 12) | 24. Francis Scott, conte di Dalkeith (= 20)          |                                               |  |  |       |  |  |                                     |  |  |                                       |  |
|                                              | 12. Henry Scott, III duca di Buccleuch (= 12) | 25. Caroline Townshend, I baronessa Greenwich (= 21) |                                               |  |  |       |  |  |                                     |  |  |                                       |  |
| 6. Henry Montagu-Scott, II barone Montagu    | 12. Henry Scott, III duca di Buccleuch (= 12) |                                                      |                                               |  |  |       |  |  |                                     |  |  |                                       |  |
|                                              |                                               | 13. Elizabeth Montagu (= 13)                         | 26. George Montagu, I duca di Montagu (= 22)  |  |  |       |  |  |                                     |  |  |                                       |  |
|                                              |                                               | 13. Elizabeth Montagu (= 13)                         | 26. George Montagu, I duca di Montagu (= 22)  |  |  |       |  |  |                                     |  |  |                                       |  |
|                                              |                                               | 13. Elizabeth Montagu (= 13)                         | 27. Mary Montagu (= 23)                       |  |  |       |  |  |                                     |  |  |                                       |  |
| 3. Lucy Elizabeth Montagu-Scott              |                                               | 13. Elizabeth Montagu (= 13)                         |                                               |  |  |       |  |  |                                     |  |  |                                       |  |
|                                              |                                               | 14. Archibald Douglas, I barone Douglas              | 28. John Stewart, III baronetto               |  |  |       |  |  |                                     |  |  |                                       |  |
|                                              |                                               | 14. Archibald Douglas, I barone Douglas              | 28. John Stewart, III baronetto               |  |  |       |  |  |                                     |  |  |                                       |  |
|                                              |                                               | 14. Archibald Douglas, I barone Douglas              | 29. Jane Douglas                              |  |  |       |  |  |                                     |  |  |                                       |  |
| 7. Jane Margaret Douglas                     |                                               | 14. Archibald Douglas, I barone Douglas              |                                               |  |  |       |  |  |                                     |  |  |                                       |  |
|                                              |                                               | 15. Lucy Graham                                      | 30. William Graham, II duca di Montrose       |  |  |       |  |  |                                     |  |  |                                       |  |
|                                              |                                               | 15. Lucy Graham                                      | 30. William Graham, II duca di Montrose       |  |  |       |  |  |                                     |  |  |                                       |  |
|                                              |                                               | 15. Lucy Graham                                      | 31. Lucy Manners                              |  |  |       |  |  |                                     |  |  |                                       |  |
|                                              |                                               | 15. Lucy Graham                                      |                                               |  |  |       |  |  |                                     |  |  |                                       |  |